# Julodis
Julodis é um gênero de besouro da família Buprestidae. 

## Lista de espécies
| - Julodis aeneipes (Saunders, 1869) - Julodis aequinoctialis (Olivier, 1790) - Julodis albomaculata (Voet, 1806) - Julodis algirica (Laporte, 1835) - Julodis amoena (Péringuey, 1898) - Julodis andreae (Olivier, 1790) - Julodis angolensis (Gussmann, 1995) - Julodis anthobia (Obenberger, 1924) - Julodis aristidis (Lucas, 1860) - Julodis armeniaca (Marseul, 1865) - Julodis atkinsoni (Kerremans, 1896) - Julodis audouinii (Laporte & Gory, 1835) - Julodis balucha (Obenberger, 1923) - Julodis bennigseni (Obst, 1906) - Julodis bleusei (Abeille de Perrin, 1896) - Julodis brevicollis (Laporte & Gory, 1835) - Julodis caffer (Laporte, 1835) - Julodis caillaudi (Latreille, 1823) - Julodis candida (Holynski, 1997) - Julodis chevrolatii (Laporte, 1835) - Julodis chrysesthes (Chevrolat, 1860) - Julodis cirrosa (Schönherr, 1817) - Julodis clouei (Buquet, 1843) - Julodis confusa (Gussmann, 1995) - Julodis consobrina (Kerremans, 1914) - Julodis cylindrica (Théry, 1925) | - Julodis dejagerae (Gussmann, 1995) - Julodis desertica (Ferreira & da Veiga-Ferreira, 1958) - Julodis egho (Gory, 1840) - Julodis ehrenbergii (Laporte, 1835) - Julodis escalerae (Abeille de Perrin, 1904) - Julodis euphratica (Laporte & Gory, 1835) - Julodis faldermanni (Mannerheim, 1837) - Julodis fascicularis (Linnaeus, 1758) - Julodis fidelissima (Rosenhauer, 1856) - Julodis fimbriata (Klug, 1829) - Julodis gariepina (Péringuey, 1885) - Julodis hirsuta (Herbst, 1786) - Julodis hoehnelii (Fairmaire, 1891) - Julodis humeralis (Gory, 1840) - Julodis interpunctata (Thomson, 1878) - Julodis intricata (Redtenbacher, 1843) - Julodis iris (Laporte & Gory, 1835) - Julodis kabakovi (Alexeev in Alexeev, et al., 1990) - Julodis kerimi (Fairmaire, 1875) - Julodis klapperichi (Cobos, 1966) - Julodis laevicostata (Gory, 1840) - Julodis longicollis (Abeille de Perrin, 1904) - Julodis lucasi (Saunders, 1871) - Julodis manipularis (Fabricius, 1798) - Julodis marmorea (Kerremans, 1914) - Julodis marmottani (Escalera, 1918) | - Julodis matthiesseni (Reitter, 1905) - Julodis mitifica (Boheman, 1860) - Julodis namibiensis (Gussmann, 1995) - Julodis nemethi (Théry, 1932) - Julodis onopordi (Fabricius, 1787) - Julodis oweni (Gussmann, 1995) - Julodis partha (Obenberger, 1923) - Julodis peregrina (Chevrolat, 1838) - Julodis pietzchmanni (Kerremans, 1914) - Julodis pilosa (Fabricius, 1798) - Julodis proxima (Gory, 1840) - Julodis pubescens (Olivier, 1790) - Julodis punctatocostata (Gory, 1840) - Julodis recenta (Gussmann, 1995) - Julodis rothii (Sturm, 1843) - Julodis speculifer (Laporte, 1835) - Julodis subbrevicollis (Théry, 1936) - Julodis sulcicollis (Laporte & Gory, 1835) - Julodis syriaca (Olivier, 1790) - Julodis turbulenta (Gussmann, 1995) - Julodis vansoni (Obenberger, 1936) - Julodis variolaris (Pallas, 1773) - Julodis viridipes (Laporte, 1835) - Julodis whitehillii (Gray, 1832) - Julodis zablodskii (Motschulsky, 1845) |